# Проспект Советских Космонавтов
Проспект Советских Космонавтов — улица Архангельска. Расположен в историческом центре города между проспектами Обводный канал, переулком Водников (от улицы Розы Люксембург до улицы Выучейского) и Новгородским проспектом.
Проходит повторяя изгиб Северной Двины и близлежащих к ней улиц, заканчивается на пересечении с улицей Гагарина.

## История
Прежние названия — Костромской, Б. Проспективная улица.
Одна из старых улиц города, ранее проспект проходил через весь город от Госпитальной улицы до Обводного канала.
В 1905 году на проспекте была возведена Спасо-Ввведенская церковь. Она находилась на нечетной стороне проспекта между Поморской и Театральной (ныне — Володарского) улицами. В 1929 году церковь была закрыта, а 1936 году разобрана и из её кирпичей возведены два первых этажа школы № 22, возведённой на её месте
Современное название получил в 1962 году в связи с достижениями советской космонавтики. В разное время в Архангельске бывали космонавты Г. Титов, А. Леонов, П. Попович.
Историческая деревянная застройка улицы, остающаяся без должного ухода, гибнет безвозвратно.

## Достопримечательности
д. 179 — стадион «Труд»